# Alcimaco di Apollonia
Alcimaco, conosciuto nella storiografia moderna come Alcimaco di Apollonia (in greco antico: Ἀλκίμαχος?, Alkímachos; fl. 336-334 a.C.), è stato un nobile macedone antico del IV secolo a.C.

## Biografia
Alcimaco era il figlio maggiore di Agatocle di Pella e di sua moglie, forse chiamata Arsinoe; era quindi fratello di Lisimaco, Filippo e Autodico.
Il padre era un membro della corte del re Filippo II di Macedonia e Alcimaco e i suoi fratelli crebbero quindi a Pella, capitale del regno di Macedonia, insieme al figlio del re, Alessandro (che poi sarebbe stato conosciuto come Magno). Durante il regno di Filippo II, il sovrano concesse ad Alcimaco dei terreni vicino alla città di Apollonia e nel 336 a.C., due anni dopo la battaglia di Cheronea, il re lo inviò ad Atene insieme ad Antipatro come ambasciatore. Nel 334 a.C., sotto il regno di Alessandro, Alcimaco fu inviato con un esercito a creare delle democrazie nelle città della Ionia e dell'Eolide, ma il re fu scontento di come egli portò avanti il suo compito; dopo questi eventi non si hanno più notizie di lui.
Alcimaco ebbe due figli, da una donna greca: Alcimaco e Filippo.